# پارادایس (کوکتل)
کوکتل پارادایس یک کوکتل رسمی آی‌بی‌ای است و به عنوان یک نوشیدنی "قبل از شام"، طبقه بندی می شود.
اولین دستورالعمل ساخت شناخته شده برای کوکتل بهشت (پارادایس) توسط هری کرادوک در سال ۱۹۳۰ نوشته شده است. این کوکتل با استفاده از جین ، براندی زردآلو (لیکور زردآلو) و آب پرتقال به نسبت ۲:۱:۱ همراه با پاشیدن آب لیمو روی آن تهیه می شود.

## در فرهنگ عامه
کوکتل بهشت (پارادایس) نقش کلیدی را در فیلم عاشقانه مسیر یک‌طرفه ساخت ۱۹۳۲  برادران وارنر به عنوان نوشیدنی دو عاشق با بازی کی فرانسیس و ویلیام پاول ایفا می کند. 
در ۲۷ می ۲۰۱۸، اسنوپ داگ رکورد جهانی بزرگترین "کوکتل پارادایس"،  ۵۰۰ لیتری (۱۳۲ گالن) که حاوی ۱۸۰ بطری جین، ۱۵۴ بطری براندی زردآلو و ۱۴۴ لیتر (۳۸ گالن) بود را به نام خود ثبت کرد.  